# Ilias Chouitar
Ilias Chouitar (Capelle aan den IJssel) is een Nederlandse acteur bekend om zijn rollen in diverse televisieseries en films.
Chouitar is geboren in Capelle aan den IJssel. Na de scheiding van zijn ouders verhuisde hij naar Emmen. Zijn ouders zijn geboren in Marokko. Hij begon zijn acteercarrière in 2019 met een rol in de televisieserie Zeven Kleine Criminelen waar hij het personage Boaz speelde. Voor zijn rol in deze serie werd hij genomineerd voor een Zapp Award. In hetzelfde jaar speelde hij de rol van Regilio in de film Hemelrijken. In 2021 speelde hij in de mini-serie Mocro Maffia: Komtgoed en in de televisieserie Maud & Babs. Een jaar later speelde hij in de televisieserie Sleepers en in de serie Mocro Maffia.